# Eilema homochroma
Eilema homochroma là một loài bướm đêm thuộc phân họ Arctiinae, họ Erebidae.